# Campeonato Mundial de Atletismo de 2013 - 400 m com barreiras masculino
A prova dos 400 metros com barreiras masculino do Campeonato Mundial de Atletismo de 2013 foi disputada entre os dias 12 e 15 de agosto no Estádio Lujniki, em Moscou. 

## Recordes
Antes desta competição, os recordes mundiais e do campeonato nesta prova eram os seguintes:
| Tipo                  | Atleta      | Tempo | Local     | Data                 | Ref |
| --------------------- | ----------- | ----- | --------- | -------------------- | --- |
|                       | Kevin Young | 46.78 | Barcelona | 6 de agosto de 1992  | ver |
| Recorde do campeonato | Kevin Young | 47.18 | Stuttgart | 19 de agosto de 1993 | ver |

## Medalhistas
| Ouro               | Prata                 | Bronze            |
| Jehue Gordon (TRI) | Michael Tinsley (USA) | Emir Bekrić (SRB) |

## Cronograma
| Data         | Hora  | Evento    |
| ------------ | ----- | --------- |
| 12 de agosto | 11:05 | Baterias  |
| 13 de agosto | 19:40 | Semifinal |
| 15 de agosto | 21:00 | Final     |

Todos os horários são horas locais (UTC +4)

## Resultados
| KEY: | Q | Qualificado | q | Mais rápidos que não se qualificavam | NR | Recorde nacional | PB | Melhor marca pessoal | SB | Sazonal melhor |

### Baterias
Qualificação: Os 4 de cada bateria (Q) e os 4 mais rápidos (q) avançam para a semifinal. 
| Classificação. | Bateria | Faixa | Nome                 | Nacionalidade        | Tempo | Nota |
| -------------- | ------- | ----- | -------------------- | -------------------- | ----- | ---- |
| 1              | 1       | 3     | Michael Tinsley      | Estados Unidos       | 49.07 | Q    |
| 2              | 1       | 8     | Emir Bekric          | Sérvia               | 49.16 | Q    |
| 3              | 3       | 7     | Félix Sánchez        | República Dominicana | 49.20 | Q    |
| 4              | 1       | 7     | Timofey Chalyy       | Rússia               | 49.33 | Q    |
| 5              | 4       | 6     | Mamadou Kassé Hanne  | Senegal              | 49.33 | Q    |
| 6              | 3       | 2     | Kerron Clement       | Estados Unidos       | 49.43 | Q    |
| 7              | 4       | 3     | Leford Green         | Jamaica              | 49.45 | Q    |
| 8              | 5       | 5     | Jehue Gordon         | Trinidad e Tobago    | 49.52 | Q    |
| 9              | 5       | 7     | Isa Phillips         | Jamaica              | 49.57 | Q    |
| 10             | 3       | 6     | Annsert Whyte        | Jamaica              | 49.63 | Q    |
| 10             | 5       | 8     | Rasmus Mägi          | Estónia              | 49.63 | Q    |
| 12             | 1       | 4     | Cornel Fredericks    | África do Sul        | 49.66 | Q    |
| 12             | 1       | 6     | Sebastian Rodger     | Grã-Bretanha         | 49.66 | q    |
| 14             | 4       | 8     | Bershawn Jackson     | Estados Unidos       | 49.76 | Q    |
| 15             | 5       | 6     | Eric Alejandro       | Porto Rico           | 49.79 | Q    |
| 16             | 5       | 4     | Dai Greene           | Grã-Bretanha         | 49.79 | q    |
| 17             | 1       | 5     | Tristan Thomas       | Austrália            | 49.80 | q    |
| 18             | 3       | 3     | Rhys Williams        | Grã-Bretanha         | 49.85 | Q    |
| 19             | 2       | 6     | Omar Cisneros        | Cuba                 | 49.87 | Q    |
| 20             | 2       | 4     | Javier Culson        | Porto Rico           | 49.91 | Q    |
| 21             | 2       | 2     | Takayuki Kishimoto   | Japão                | 49.96 | Q    |
| 22             | 5       | 3     | Mahau Suguimati      | Brasil               | 50.00 | q    |
| 23             | 2       | 5     | Mickaël François     | França               | 50.02 | Q    |
| 23             | 3       | 5     | Denis Kudryavtsev    | Rússia               | 50.02 |      |
| 25             | 2       | 8     | L.J. van Zyl         | África do Sul        | 50.05 |      |
| 26             | 1       | 2     | Yoann Décimus        | França               | 50.21 |      |
| 27             | 4       | 1     | Jeffery Gibson       | Bahamas              | 50.25 | Q    |
| 28             | 3       | 4     | Andrés Silva         | Uruguai              | 50.48 | SB   |
| 29             | 4       | 5     | Yasuhiro Fueki       | Japão                | 50.66 |      |
| 30             | 2       | 7     | Miloud Rahmani       | Argélia              | 50.79 |      |
| 31             | 3       | 8     | PC Beneke            | África do Sul        | 51.14 |      |
| 32             | 5       | 2     | Takatoshi Abe        | Japão                | 51.41 |      |
| 33             | 4       | 4     | Mowen Boino          | Papua-Nova Guiné     | 51.49 | SB   |
| 34             | 4       | 7     | Eric Cray            | Filipinas            | 52.45 |      |
| 35             | 2       | 3     | Maoulida Daroueche   | Comores              | 53.28 |      |
| 36 !           | 2       | 1     | Jacques Frisch       | Luxemburgo           | DNF   |      |
| 36 !           | 4       | 2     | Silvio Schirrmeister | Alemanha             | DNS   |      |

### Semifinal
Qualificação: Os 2 de cada bateria (Q) e os 2 mais rápidos (q) avançam para a final. 
| Classificação | Bateria | Faixa | Nome                | Nacionalidade        | Tempo | Nota  |
| ------------- | ------- | ----- | ------------------- | -------------------- | ----- | ----- |
| 1             | 3       | 5     | Omar Cisneros       | Cuba                 | 47.93 | Q, WL |
| 2             | 3       | 4     | Félix Sánchez       | República Dominicana | 48.10 | Q, SB |
| 2             | 1       | 6     | Jehue Gordon        | Trinidad e Tobago    | 48.10 | Q     |
| 4             | 3       | 6     | Kerron Clement      | Estados Unidos       | 48.21 | q     |
| 5             | 2       | 4     | Michael Tinsley     | Estados Unidos       | 48.31 | Q     |
| 6             | 2       | 5     | Emir Bekrić         | Sérvia               | 48.36 | Q, NR |
| 7             | 1       | 4     | Javier Culson       | Porto Rico           | 48.42 | Q     |
| 8             | 1       | 5     | Mamadou Kassé Hanne | Senegal              | 48.69 | q     |
| 9             | 1       | 7     | Cornel Fredericks   | África do Sul        | 48.85 |       |
| 10            | 2       | 3     | Leford Green        | Jamaica              | 48.88 | SB    |
| 11            | 3       | 3     | Annsert Whyte       | Jamaica              | 49.17 | PB    |
| 12            | 3       | 2     | Dai Greene          | Grã-Bretanha         | 49.25 |       |
| 13            | 1       | 3     | Isa Phillips        | Jamaica              | 49.28 | SB    |
| 14            | 2       | 8     | Rhys Williams       | Grã-Bretanha         | 49.29 |       |
| 15            | 1       | 2     | Sebastian Rodger    | Grã-Bretanha         | 49.32 |       |
| 16            | 3       | 8     | Rasmus Mägi         | Estónia              | 49.42 |       |
| 17            | 3       | 7     | Eric Alejandro      | Porto Rico           | 49.44 | SB    |
| 18            | 1       | 1     | Tristan Thomas      | Austrália            | 49.91 |       |
| 19            | 2       | 6     | Timofey Chalyy      | Rússia               | 50.06 |       |
| 20            | 2       | 1     | Mahau Suguimati     | Brasil               | 50.27 |       |
| 21            | 3       | 1     | Jeffery Gibson      | Bahamas              | 50.51 |       |
| 22            | 2       | 2     | Mickaël François    | França               | 50.58 |       |
| 23 !          | 2       | 7     | Takayuki Kishimoto  | Japão                | DQ    |       |
| 23 !          | 1       | 8     | Bershawn Jackson    | Estados Unidos       | DNF   |       |

### Final
A final foi iniciada às 21:00. 
| Classificação     | Faixa | Nome                | Nacionalidade        | Tempo | Nota   |
| ----------------- | ----- | ------------------- | -------------------- | ----- | ------ |
| Medalha de ouro   | 6     | Jehue Gordon        | Trinidad e Tobago    | 47.69 | NR, WL |
| Medalha de prata  | 3     | Michael Tinsley     | Estados Unidos       | 47.70 | PB     |
| Medalha de bronze | 8     | Emir Bekrić         | Sérvia               | 48.05 | NR     |
| 4                 | 5     | Omar Cisneros       | Cuba                 | 48.12 |        |
| 5                 | 4     | Félix Sánchez       | República Dominicana | 48.22 |        |
| 6                 | 7     | Javier Culson       | Porto Rico           | 48.38 |        |
| 7                 | 2     | Mamadou Kassé Hanne | Senegal              | 48.68 |        |
| 8                 | 1     | Kerron Clement      | Estados Unidos       | 49.08 |        |

Legenda
| Recorde mundial       | Recorde mundial (World record)               |                       | Recorde africano                      | Recorde africano (African) |                                           | Q | Classificado por posição (Qualified) |
| Recorde do campeonato | Recorde do campeonato (Championship record)  | Recorde da América    | Recorde da América (Americas)         | q                          | Classificado por melhor tempo (Qualified) |   |                                      |
| Melhor marca do ano   | Melhor marca do ano (World leading)          | Recorde asiático      | Recorde asiático (Asian)              | DNS                        | Não largou (Did not start)                |   |                                      |
| Recorde nacional      | Recorde nacional (National record)           | Recorde europeu       | Recorde europeu (European)            | DNF                        | Não terminou (Did not finish)             |   |                                      |
| Recorde pessoal       | Recorde pessoal do atleta (Personal best)    | Recorde da Oceania    | Recorde da Oceania (Oceania)          | DSQ / DQ                   | Desclassificado (Disqualified)            |   |                                      |
| Recorde da temporada  | Recorde da temporada do atleta (Season best) | Recorde sul-americano | Recorde sul-americano (South America) | NM                         | Sem marca (No mark)                       |   |                                      |